# Szczawnica (gromada)
Szczawnica (od 1958 osiedle Szczawnica) – dawna gromada, czyli najmniejsza jednostka podziału terytorialnego Polskiej Rzeczypospolitej Ludowej w latach 1954–1972.
Gromady, z gromadzkimi radami narodowymi (GRN) jako organami władzy najniższego stopnia na wsi, funkcjonowały od reformy reorganizującej administrację wiejską przeprowadzonej jesienią 1954 do momentu ich zniesienia z dniem 1 stycznia 1973, tym samym wypierając organizację gminną w latach 1954–1972.
Gromadę Szczawnica z siedzibą GRN w Szczawnicy utworzono – jako jedną z 8759 gromad na obszarze Polski – w powiecie nowotarskim w woj. krakowskim, na mocy uchwały nr 27/IV/54 WRN w Krakowie z dnia 6 października 1954. W skład jednostki weszły obszary dotychczasowych gromad Szczawnica, Jaworki i Szlachtowa ze zniesionej gminy Szczawnica Wyżna w tymże powiecie. Dla gromady ustalono 27 członków gromadzkiej rady narodowej.
Gromadę Szczawnica zniesiono 1 stycznia 1958 w związku z nadaniem jej statusu osiedla.
Osiedlu Szczawnica nadano prawa miejskie 18 lipca 1962 roku, a wraz z kolejną reformą gminną, czyli 1 stycznia 1973 roku, miasto połączono z osiedlem Krościenko w organizm miejski o nazwie Szczawnica-Krościenko. Rozpad Szczawnicy-Krościenko na miasto Szczawnica i gminę Krościenko nad Dunajcem nastąpił 1 października 1982 roku, a przekształcenie miasta Szczawnica w miejsko-wiejską gminę Szczawnica nastąpiło 1 stycznia 2008 (Jaworki i Szlachtowa, włączone do Szczawnicy w związku z przekształceniem gromady Szczawnica w osiedle w 1958 roku, stały się ponownie samodzielnymi wsiami).